# خفاشاوات ورقية الأنف
خفاشاوات ورقية الأنف (الاسم العلمي: Phyllostominae)، فُصيلة خفافيش من فصيلة خفاش الأنف الورقي.